# Lemuroidea
Super-famille
Les lémuroidea constituent une super-famille de primates lémuriformes. Selon les auteurs, elle est la seule super-famille de l'infra-ordre des Lemuriformes tandis que pour d'autres les Lémuriformes doivent être partagés entre Lemuroidea et Cheirogaleidea.

## Liste des familles
Selon Mammal Species of the World (version 3, 2005)  (20 juin 2014) :
- famille Indridae
- famille Lemuridae
- famille Lepilemuridae